# Rémi Gomis
Rémi Gomis (* 14. Februar 1984 in Versailles) ist ein ehemaliger französisch-senegalesischer Fußballspieler.

## Karriere

### Verein
Der Mittelfeldspieler stammt aus der Jugend des FC Versailles und wechselte von dort 2000 in den Nachwuchs des Zweitligisten Stade Laval. Nachdem er bereits in dessen Reserve zum Einsatz gekommen war, debütierte Gomis am 3. Mai 2002 gegen OGC Nizza in der Ligue 2. Doch erst im folgenden Jahr etablierte er sich als Stammspieler und wurde fester Bestandteil der Profimannschaft. Im Sommer 2007 schloss er sich für zwei Spielzeiten dem Erstligisten SM Caen an und ging dann weiter zum FC Valenciennes. 2013 folgte der Wechsel zum spanischen Verein UD Levante, wo Gomis allerdings nur ein Pokalspiel bestritt. Im Januar 2014 folgte ein Vertrag beim FC Nantes und die Saison 2016/17 verbrachte er beim FC Wil in der Schweiz. Anschließend beendete Gomis seine aktive Karriere.

### Nationalmannschaft
Von 2008 bis 2013 absolvierte Gomis insgesamt 18 Partien für die senegalesische A-Nationalmannschaft. Beim Afrika-Cup 2012 in Gabun und Äquatorialguinea kam er zu einem Einsatz während der Gruppenphase gegen Sambia (1:2), als er bereits in der 28. Minute für Dame N’Doye ausgewechselt wurde.